# NGC 6703
NGC 6703 (również PGC 62409 lub UGC 11356) – galaktyka eliptyczna (E-S0), znajdująca się w gwiazdozbiorze Lutni. Odkrył ją Heinrich Louis d’Arrest 4 września 1863 roku.